# Лекарственная непереносимость
Лекарственная непереносимость, или лекарственная чувствительность, — неспособность переносить нежелательные реакции на лекарство, как правило, при приеме в терапевтических или субтерапевтических дозах. И наоборот, пациент хорошо переносит лекарство, когда он может выдержать его нежелательные реакции. Известно, что некоторые случаи непереносимости лекарств являются результатом генетических вариаций метаболизма лекарств, в том числе нарушения метаболизма системы цитохрома P450.

Диаграмма Венна для непереносимости лекарств

## Патофизиология
Лекарства в системной циркуляции имеют определенную концентрацию в крови, которая служит суррогатным маркером того, сколько лекарства будет распределено по всему организму (сколько лекарства «увидит» остальная часть тела). Существуют два важных показателя:
- минимальная концентрация лекарства в крови, которая вызовет предполагаемый терапевтический эффект (минимальная эффективная концентрация, МЭК);
- минимальная концентрация лекарства, которая вызовет непреднамеренную нежелательную лекарственную реакцию (минимальная токсическая концентрация, МТС).

Разница между этими двумя значениями обычно называется терапевтическим окном. Разные лекарства имеют разные терапевтические окна, и разные люди будут иметь разные МЭК и MTC для одного и того же лекарства. Если у кого-то очень низкая минимальная токсическая концентрация в отношении лекарства, он, вероятно, испытает нежелательные реакции при более низких концентрациях лекарства, чем требуется для развития таких же нежелательных реакций у остальной популяции. Таким образом, человек будет испытывать значительное токсическое воздействие при дозе, которая в остальном считается нормальной для человека в среднем. Такой пациент будет считаться нетолерантным к данному лекарству.
Существует множество факторов, которые могут влиять на MTC, что часто становится предметом изучения клинической фармакокинетики. Изменения в минимальной токсической концентрации могут возникать в любой момент процесса ADME (всасывание, распределение, метаболизм и экскреция). Например, пациент может иметь генетический дефект в ферменте, метаболизирующем лекарство, в надсемействе цитохрома Р450. В то время как большинство людей будут обладать эффективным механизмом метаболизма, человеку с дефектом будет трудно выводить лекарство из организма. Таким образом, лекарство будет накапливаться в крови до более высоких, чем ожидалось, концентраций, достигая МТС в дозе, которая в противном случае считалась бы нормальной для человека в среднем. Иными словами, у человека с непереносимостью лекарства доза 10 мг, например, может быть эквивалентной дозе в 100 мг у человека с нормальной переносимостью — нормальная доза может быть токсичной дозой для таких людей, что приводит к клинически значимым эффектам.
Существует также аспект непереносимости лекарств, который носит субъективный характер. Точно так же, как у разных людей разная терпимость к боли, бывает разная терпимость к нежелательным реакциям применяемых лекарств. Например, в то время как запор, вызванный опиоидами, некоторые люди могут переносить, другие могут из-за этого прекратить прием опиоидов, даже если они приносят значительное облегчение боли.

## Примеры лекарственной чувствительности
- Шум в ушах после обычной дозы аспирина.
- Респираторное заболевание, обостренное аспирином [1].
- Печеночная недостаточность (возможно, также почечная недостаточность) после обычной дозы парацетамола.

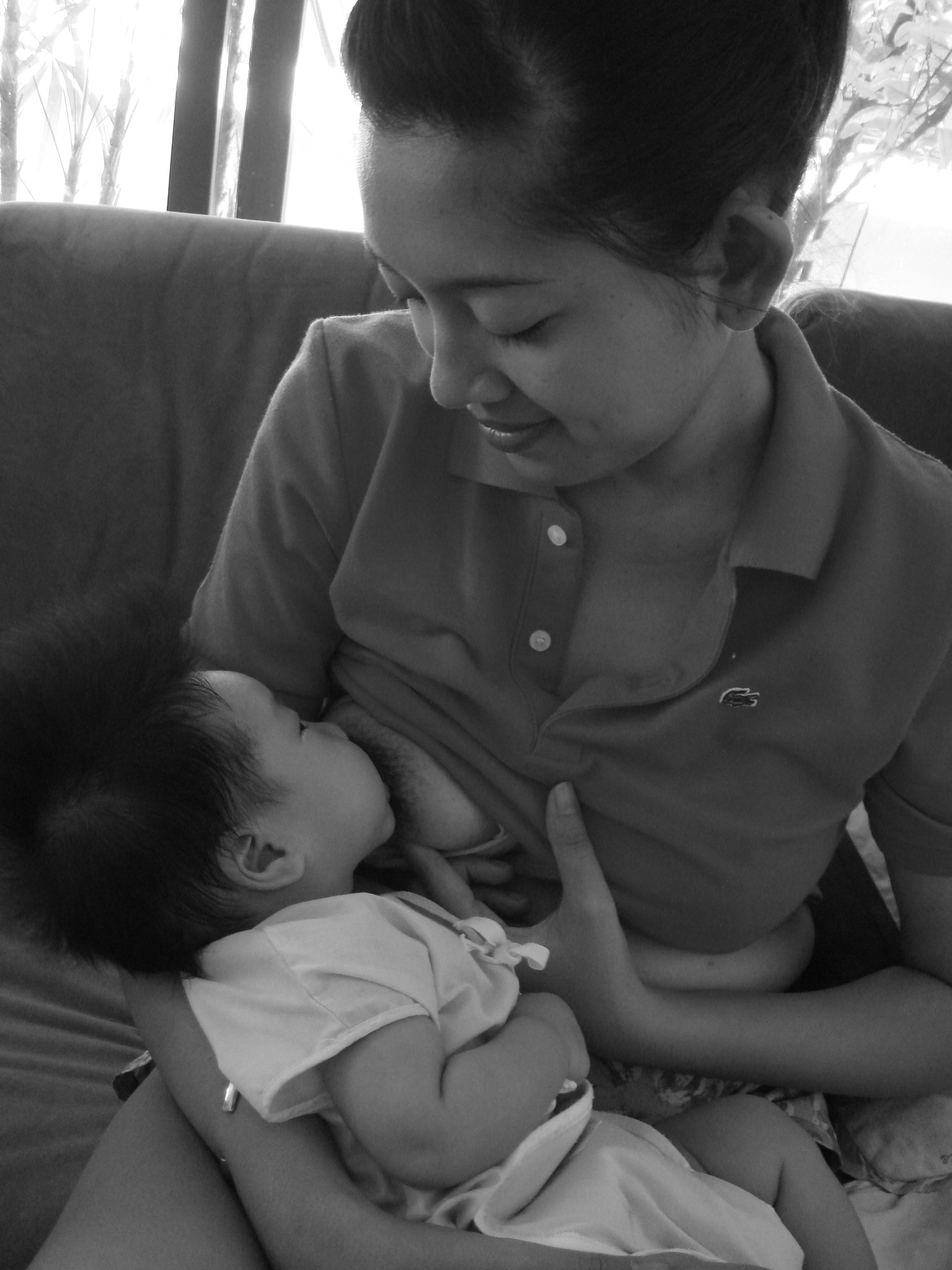
У новорожденного ребенка на грудном вскармливании прием матерью кодеина в нормальной дозе может вызвать смертельное отравление

- Смертельное отравление новорожденного на грудном вскармливании из-за нормального приема матерью кодеина [2].
- Мышечная боль или слабость из-за терапии статинами [3].

## Непереносимость анальгетиков
Относительно часто встречается непереносимость анальгетиков, особенно НПВП. Считается, что причиной непереносимости является изменение метаболизма арахидоновой кислоты. Симптомы включают хронический риносинусит с носовыми полипами, астму, язвы желудочно-кишечного тракта, ангионевротический отек и крапивницу .